# Stalag VIII D

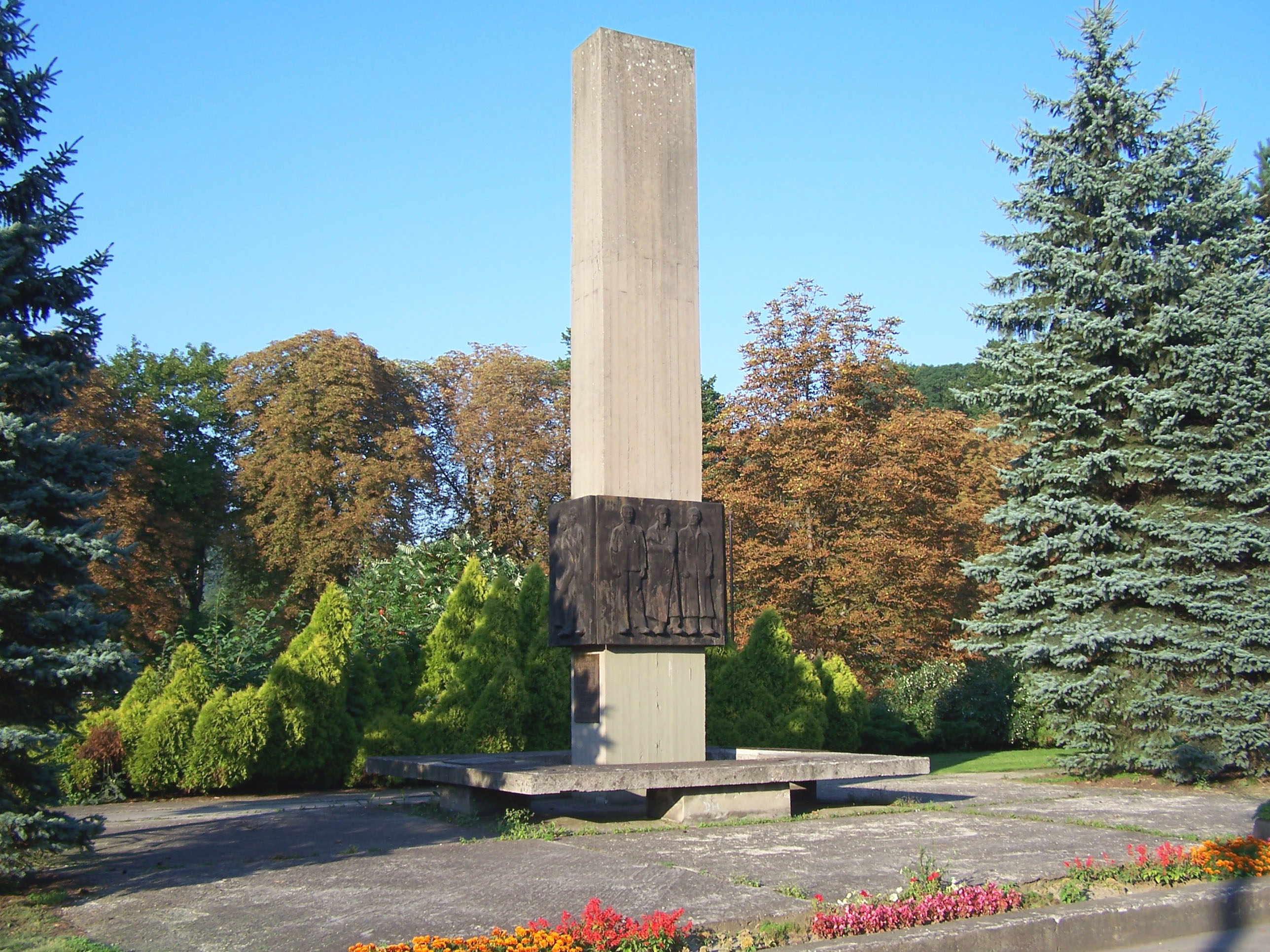
Pomnik na terenie dawnego obozu

Stalag VIII D Teschen – niemiecki obóz jeniecki dla szeregowców i podoficerów znajdujący się w latach 1941–1945 w Cieszynie (obecnie teren Czeskiego Cieszyna).

## Powstanie obozu
Obóz powstał na wiosnę 1941 w dawnych barakach lazaretu armii austro-węgierskiej z okresu I wojny światowej na osiedlu Konteszyniec. W latach 1920–1938 zabudowania wykorzystywane były przez wojsko czechosłowackie, a po rozpoczęciu okupacji jako garaże dla niemieckich pojazdów wojskowych. Przed przyjęciem pierwszego transportu jeńców baraki wyremontowano, teren ogrodzono płotem z  drutu kolczastego, wybudowano wieże strażnicze i budynek kierownictwa obozu.

## Struktura obozu i jeńcy
Stalag VIII D był miejscem przetrzymywania jeńców z Francji, Jugosławii, Belgii i Polski, później również z Wielkiej Brytanii, Związku Radzieckiego, Włoch i innych krajów.
Od początku funkcjonowania (z wyjątkiem okresu od września 1942 do jesieni 1943 kiedy przeprowadzono reorganizację - w jej wyniku obóz włączono do Stalagu VIII B w Łambinowicach, a następnie zmieniono nazwę obozu cieszyńskiego na VIII B i wyjęto spod władzy stalagu w Łambinowicach) obóz pełnił rolę obozu głównego dla szeregu filii rozrzuconych w okolicy. W 1942 roku pod administracją cieszyńskiego obozu znajdowało się około 7 tys. jeńców, natomiast w listopadzie 1944, kiedy pod dowództwem cieszyńskiego obozu znajdowało się już kilkadziesiąt mniejszych obozów filialnych, w obozach podlegających Stalagowi VIII D przebywało już ponad 60 tys. jeńców wojennych, w tym około 50 tys. ze Związku Radzieckiego. Jeńcy pracowali przeważnie w górnictwie (ok. 40 tys.) i przemyśle ciężkim (11 tys.), pozostali w rolnictwie, leśnictwie, komunikacji i w innych sektorach.
Zarówno w obozie głównym jak i obozach filialnych warunki życia były złe. Szczególnie ciężkie stworzono dla radzieckich jeńców wojennych, którzy mimo wykonywania najcięższych prac otrzymywali zmniejszone racje żywnościowe.
Jeńcy spotykali się jednak z życzliwością okolicznych mieszkańców, którzy dostarczali im żywność i lekarstwa.

## Ewakuacja
Latem 1944 stworzono plany ewakuacyjne, według których jeńcy mieli kierować się pieszo do bawarskiego obozu Stalag XIII B w Weiden poprzez Ołomuniec, Hradec Králové, północne Czechy i Karlowe Wary.
Ewakuację rozpoczęto 21 stycznia 1945, a transport do Weiden trwał do kwietnia 1945. Jeńcy musieli pieszo przebywać trasy od 15-20 kilometrów przy temperaturze -15 do -20 °C. W wyniku wycieńczenia i złego stanu zdrowia codziennie umierało kilkudziesięciu z nich, głównie jeńców radzieckich.

## Upamiętnienie po wojnie

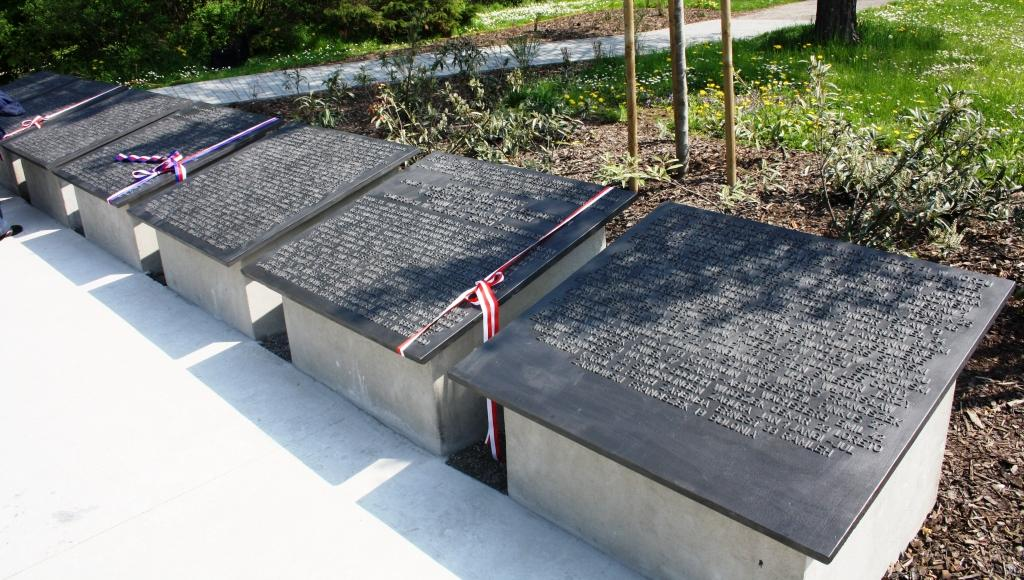
Tablice pamiątkowe przy pomniku na chwilę przed odsłonięciem

Z inicjatywy czeskocieszyńskiej organizacji Czeskiego Stowarzyszenia Bojowników Antyfaszystowskich 9 września 1979 na miejscu dawnych baraków obozowych został odsłonięty pomnik autorstwa rzeźbiarza Štěpána Mikuli. Oficjalnie został on nazwany Pomnikiem Międzynarodowej Koalicji Antyfaszystowskiej. Monument stał się także miejscem pamięci o lokalnych ofiarach II wojny światowej. W 2011 r. pomnik został gruntownie odnowiony, a w jego pobliżu umieszczono siedem tablic z nazwiskami mieszkańców Zaolzia, którzy zginęli w latach 1939–1945. Zostały one uroczyście odsłonięte 29 kwietnia 2011 r. Trzy tablice upamiętniają zamordowanych w ramach Zbrodni Katyńskiej, dwie - poległych żołnierzy Polskich Sił Zbrojnych na Zachodzie, dwie - poległych żołnierzy Czechosłowackich Sił Zbrojnych.